# Rachel Nichols

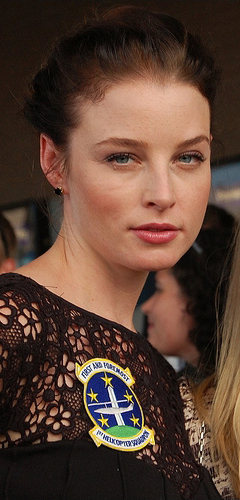
Rachel Nichols (2009)

Rachel Nichols (ur. 8 stycznia 1980 w Auguście) – amerykańska aktorka i modelka, która grała m.in. w serialu Continuum: Ocalić przyszłość i filmie G.I. Joe: Czas Kobry.

## Filmografia
- Miłość w Nowym Jorku (Autumn in New York, 2000) jako Modelka w barze
- Głupi i głupszy 2: Kiedy Harry spotkał Lloyda (Dumb and Dumberer: When Harry Met Lloyd, 2003) jako Jessica
- A Funny Thing Happened at the Quick Mart (2004) jako Jennifer
- Debating Robert Lee (2004) jako Trilby Moffat
- Mr. Dramatic (2005) jako kobieta w barze
- The Source of Evil (2005) jako ona sama
- Troje do pary (Shopgirl, 2005) jako dziewczyna Treya
- The Inside (2005) jako Danny Roberts/Elizabeth Worth
- Amityville (The Amityville Horror, 2005) jako Lisa
- Agentka o stu twarzach (Alias, 2005−2006) jako Rachel Gibson (serial TV)
- Mroki lasu (The Woods, 2006) jako Samantha
- P2 (2007) jako Angela Bridges
- Resurrecting the Champ (2007) jako Polly
- Wojna Charliego Wilsona (Charlie Wilson’s War, 2007) jako Suzanne
- G.I. Joe: Czas Kobry (2009) jako Shana 'Scarlett' O’Hara
- Zabójcze umysły (Criminal Minds, 2010–2011) jako Ashley Seaver (serial TV)
- Conan Barbarzyńca 3D (Conan the Barbarian 3D, 2011) jako Tamara
- Continuum: Ocalić przyszłość (Continuum[1], 2012-2015) jako Kiera Cameron (serial TV)
- Tokarev. Zabójca z przeszłości (Rage[1], 2014) jako Vanessa Maguire
- Pandemia (2015) jako Lauren
- Chicago Fire (2015) jako Jamie Killian (serial TV)
- Inside (2016) jako Sarah Clarke
- After Party (2017) jako Charlie
- Bibliotekarze (2017–2018) jako Nicole Noone (serial TV)
- Titans[1] (2018) jako Angela Azarath (serial TV)
- Człowiek z Wysokiego Zamku  (The Man in the High Castle[1], 2019) jako Marth (serial TV)
- Arka przetrwania (Breach[1], 2020) jako Chambers
- Półbóg (Demigod, 2021) jako Robin[1]
- A Million Little Things (2021) jako Nicole (serial TV)